# Nicolae Stanciu
Nicolae "Nicușor" Claudiu Stanciu (født 7. maj 1993) er en rumænsk professionel fodboldspiller, som spiller for Saudi Pro League-klubben Damac og Rumæniens landshold.

## Landshold
23. marts 2016 spillede han sin første landsholdskamp for Rumæniens A-landshold mod Litauen. Han blev kampens matchvinder og dedikerede sit første mål på landsholdet til sin afdøde bedstemor som har opfostret ham. 